# A'lienor
A'LIENOR est une société concessionnaire d'autoroute française créée en 2006, concessionnaire de l'autoroute A65 (E7) entre Langon et Pau dans le Sud-Ouest de la France.
La mise en service de l'autoroute A65 a eu lieu le 16 décembre 2010, la concession prendra fin le 19 décembre 2066.
Son siège social est basé à Serres-Castet (Pyrénées-Atlantiques).

## Histoire
L'État français a désigné la société A'LIENOR comme concessionnaire de l'autoroute A65 le 19 décembre 2006, au terme d'un appel d'offres européen.
À ce titre, A'LIENOR est chargée de la conception, de la construction, de l'exploitation, de l'entretien et de la maintenance de l'ouvrage pour une durée de 60 ans.

## Actionnariat
Initialement, la société A'LIENOR est chargée de la concession de l’autoroute A65 pour relier Langon à Pau et Sanef Aquitaine est titulaire du contrat d'exploitation-maintenance de l'A65[réf. non conforme].
Initialement, Sanef Aquitaine est une filiale de Sanef et A'LIENOR est un consortium qui réunit le groupe de BTP Eiffage, actionnaire majoritaire (65 % des parts) et le groupe autoroutier sanef (35 %).
En décembre 2021, Eiffage devient actionnaire unique: Eiffage rachète à sanef les parts du groupe d' A'LIENOR et ensuite la société Sanef Aquitaine qui exploite l'infrastructure.

## Financement

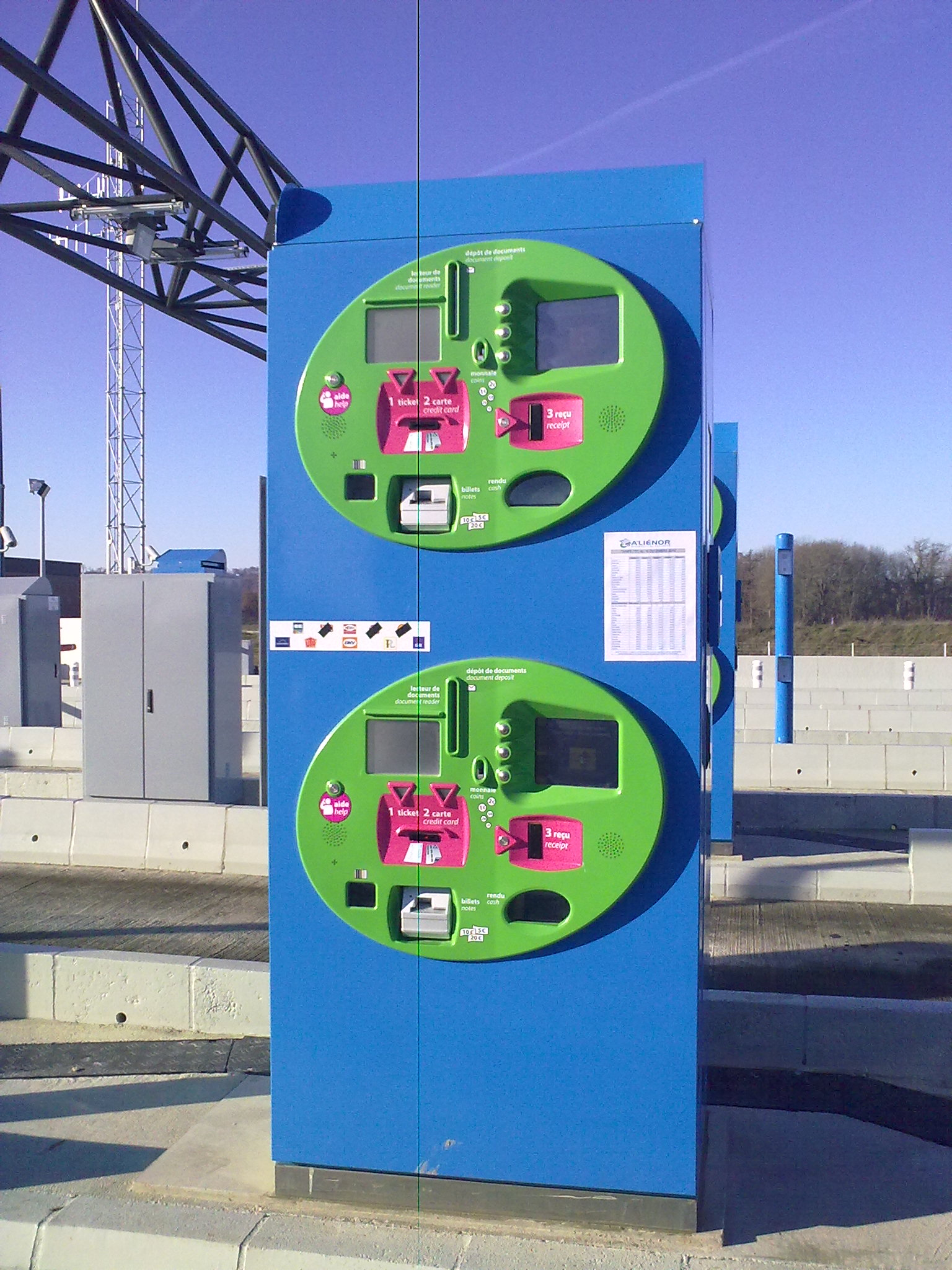
Borne de paiement automatique à Aire-sur-l'Adour sortie Nord.

L’autoroute A65 est intégralement financée par A’LIENOR, hors apport en nature de la déviation d’Aire sur l’Adour.
Ce projet, d’un coût d’environ 1,2 milliard d’euros, a été financé à hauteur de :
- 20 % par les fonds propres apportés par les deux actionnaires Eiffage et sanef
- 80 % par la dette bancaire senior sous forme de mini perm.

## Réseau

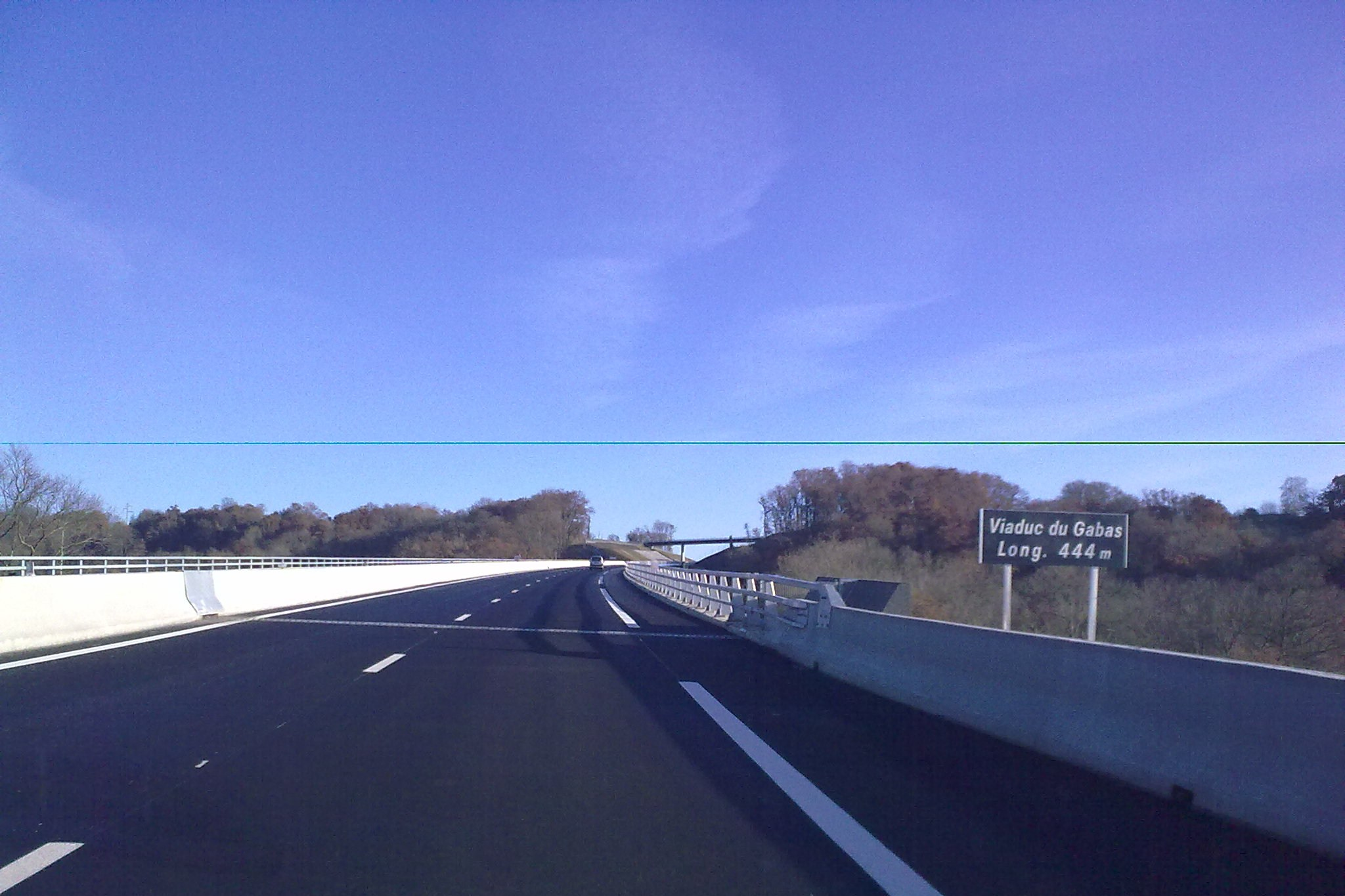
Viaduc du Gabas : le plus long de l'autoroute (444 m).

A'LIENOR est responsable de cette infrastructure longue de 150 kilomètres entre Langon et Pau qui traverse une cinquantaine de communes sur trois départements de la Région Nouvelle-Aquitaine : la Gironde, les Landes et les Pyrénées-Atlantiques.
Cette autoroute est maillée par des échangeurs avec 2 autoroutes du groupe Vinci Autoroutes: l'A62 au Nord et l'A64 au Sud.
Elle dispose de dix diffuseurs dont deux sont différés ; quatre aires de repos et deux aires de service, toutes bi-directionnelles.

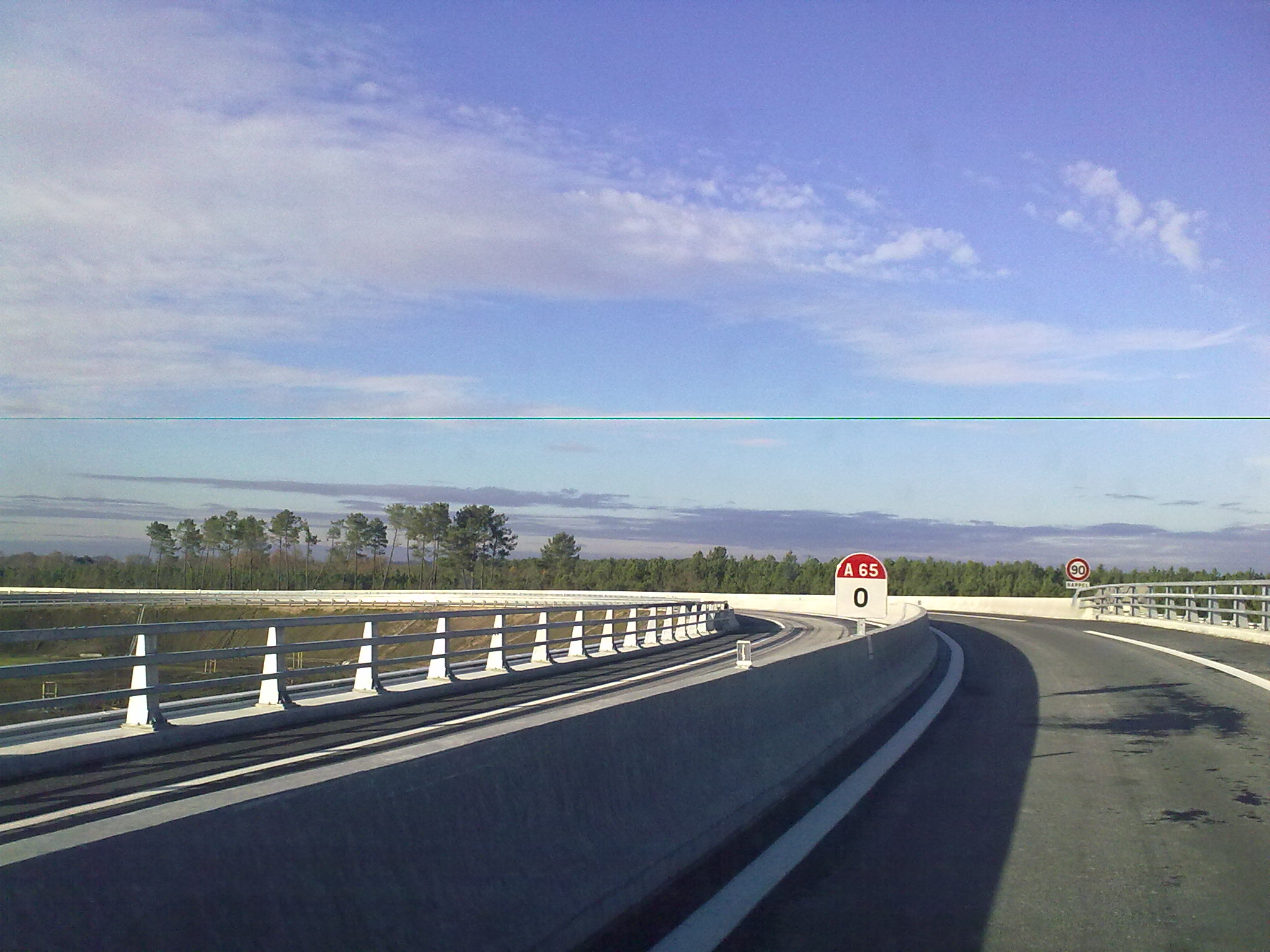
Kilomètre 0.
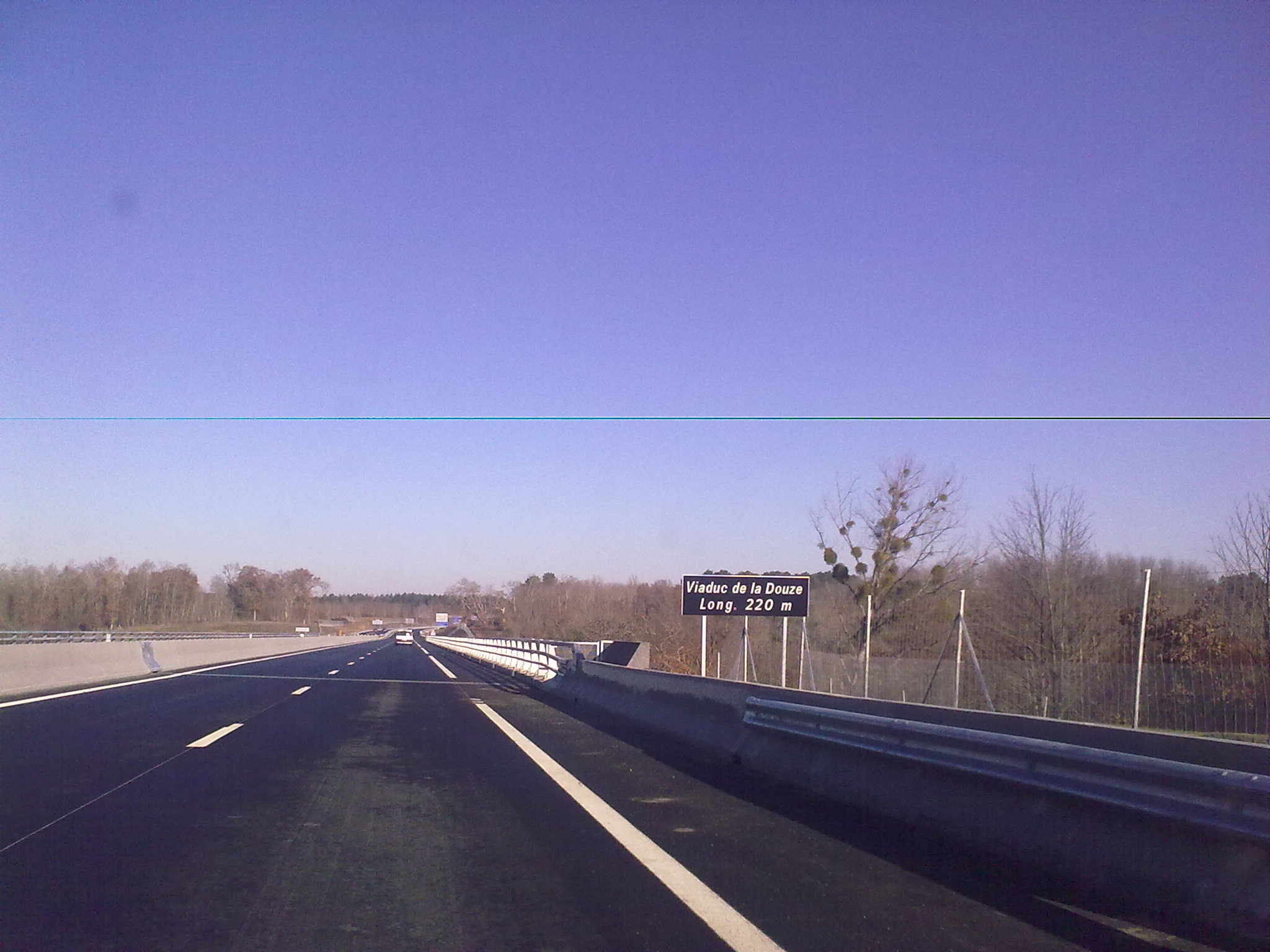
Viaduc de la Douze, autre viaduc majeur de l'A65.

## Exploitation

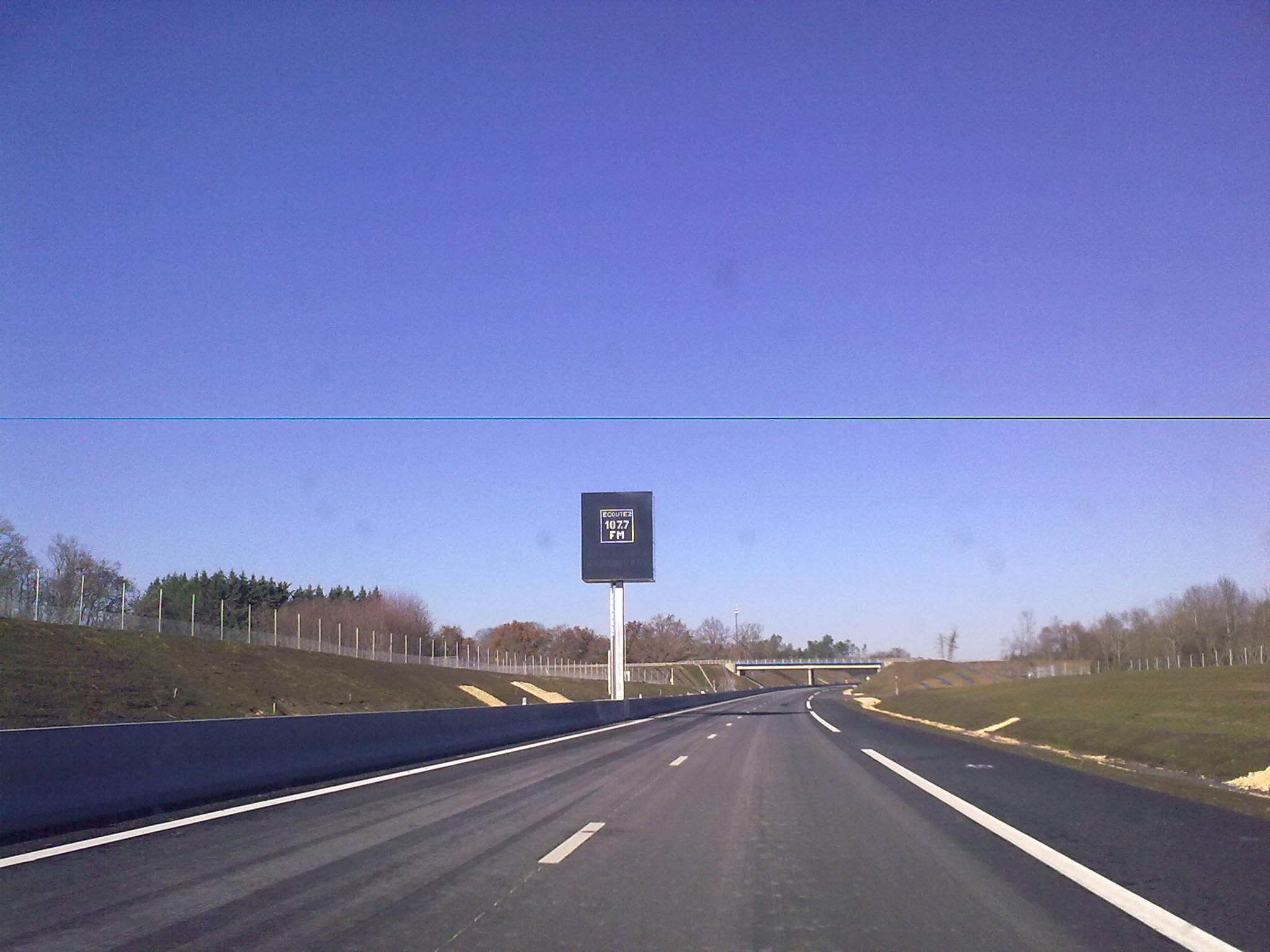
Panneau à messages variables de l'A65.

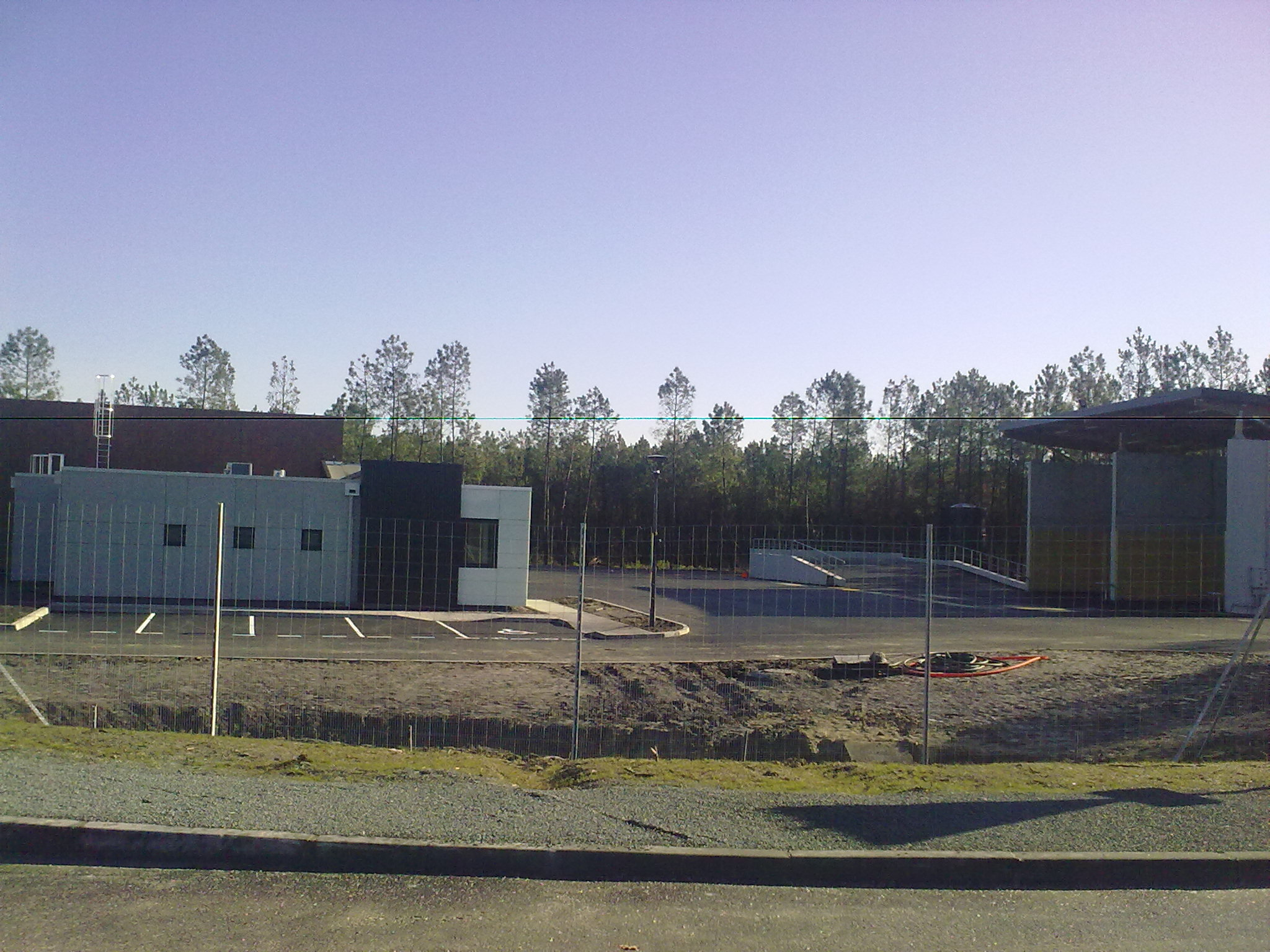
Un des deux points d'appui.

Depuis le rachat de sanef aquitaine et d'A'LIENOR par Eiffage en décembre 2021, A'LIENOR est chargée de l'exploitation de l'autoroute.
La société dispose d'un Centre d'exploitation et d'assistance à Gaillères (proche de Mont-de-Marsan) ainsi que de deux points d'appui[Quoi ?] à Captieux et à Thèze.
À partir du Centre d’Exploitation et d’Assistance, A'LIENOR assure :
- la surveillance du réseau et assistance 24h/24 et 7j/7 : patrouilleurs, vidéo, bornes d’appel d’urgence
- la gestion du trafic
- la collecte du péage
- l’information des usagers à l’aide des panneaux à messages variables et de la radio d’information autoroutière 107.7
- l’entretien et la maintenance courants de l’autoroute.